# 斉藤隆史
斉藤 隆史（さいとう たかし、6月19日 - ）は、日本の男性声優、ナレーター。福井県大野市出身。シグマ・セブン所属。

## 略歴
福井県大野市出身だが、一時は福井県鯖江市に住んでいた時期もある。
大野市有終西小学校、大野市陽明中学校、福井県立大野高等学校卒業。
日本テレネットの声優を多く起用していたゲーム作品がきっかけで本格的に声優を目指した。
京都コンピュータ学院、代々木アニメーション学院、オフィス薫声優養成所、俳協ボイスアクターズスタジオを経て、(株)Doa The・声優塾8期、DOA ザ・フレッシュを経て、2004年シグマ・セブン所属。
The・声優塾の同期は安元洋貴、福圓美里、西田紘二。

## 人物
特技は板割り、声真似。趣味は極真空手、テレビゲーム。
資格は普通自動車免許。
弟がいる。

## 出演

### テレビアニメ
2003年
- E'S OTHERWISE（研究員、ゲリラA、警官、マロン 他）
- ダイバージェンス・イヴ（看護士、オペレーター）

2006年
- ARIA The NATURAL（楽団メンバーA）
- 金色のコルダ〜primo passo〜（生徒）
- ちょこッとSister（カメラマン）
- ラブゲッCHU 〜ミラクル声優白書〜（店の主人）

2007年
- もやしもん（寮生B）

2008年
- ARIA The ORIGINATION（ウェイター）
- BLEACH
- ペルソナ 〜トリニティ・ソウル〜

### 劇場アニメ
- いぬかみっ! THE MOVIE 特命霊的捜査官・仮名史郎っ!（2007年）
- ストレンヂア 無皇刃譚（2007年）

### ゲーム
- 黄泉がえり 〜リフレイン〜（2004年）
- GENJI -神威奏乱-（2006年）
- ひめひび -Princess Days-（2006年）
- SDガンダム GGENERATION SPIRITS（2007年）

### 吹き替え
- わんぱくデルフィー（シャーコ）
- グルメ探偵 ネロ・ウルフ（フリッツ・ブレナー 他）

### ナレーション・ボイスオーバー等
- NHK
  - 世界ふれあい街歩き
  - アインシュタインの眼
  - 美の壺
- 日本テレビ
  - ザ!世界仰天ニュース
  - 世界超マネー研究所
  - 行列のできる法律相談所
- テレビ東京
  - 美の巨人たち
  - 日経スペシャル カンブリア宮殿
  - 地球環境問題への挑戦者たち
- BS日テレ
  - 北島康介TV
- BS朝日
  - ボクらの地球
  - WILD NATURE 地球大紀行
- 大人の趣味と生活向上◆アクトオンTV
  - 快汗！自転車ライフ
- J:COM 湘南
  - しおかぜ藤沢
- 湘南チャンネル
  - BayStars Freak!!
- CS ゴルフネットワーク
  - 全英オープン
- CS 歌謡ポップスチャンネル
  - 山内惠介ドキュメンタリー～愛が信じられないなら～
  - 福田こうへいコンサート2017　IN歌舞伎座
  - 太田裕美　庄野真代　渡辺真知子　オーケストラで歌う青春ポップスコンサート
- DVD
  - ヤングマシン
  - ルアーマガジン
  - ＤＥＢＵ１グランプリ～ＮＥＸＴデブスターを探せ！
  - 怪奇！アンビリーバブル
- テレビCM
  - マクドナルド　ハッピーセット
  - 熱血江湖オンライン
  - ガンダムトライエイジ
  - 大正製薬ゼナジンジャー
  - 廣済堂 Workin
  - PS2ソフト ウルトラマンネクサス
  - オークワ
  - スピードラーニング
  - ポラス
  - 松竹大歌舞伎
  - NISSAN × モンテ・クリスト伯
  - オリゴのおかげ